# マリモ

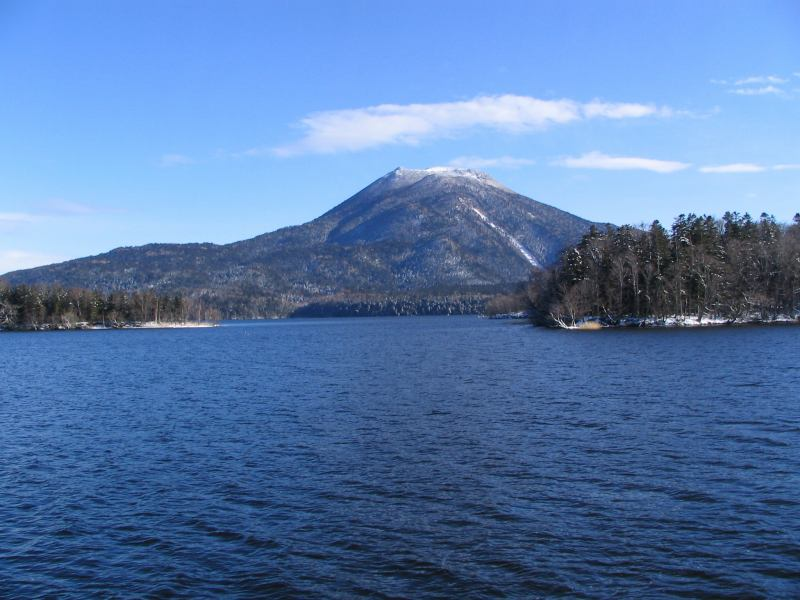
マリモ生育地の阿寒湖

マリモ（毬藻、学名：Aegagropila linnaei）は、淡水性の緑藻の一種である。生物としてのマリモの一個体は小さな糸状の繊維（糸状体）で、球状になる集合型のほかに、綿状の浮遊型、湖底の石・岩や湖岸のロープ、杭など人工物につく着生型としても生息する。
日本の阿寒湖（北海道）に生育するマリモは、美しい球状体を作るため特別天然記念物に指定されている。

## 概要
マリモは、よく知られる球状の集合体一つがマリモの一個体単位というわけではなく、この球状体を構成する細い繊維（糸状体と呼ぶ）がマリモの個体としての単位である。よく目にする球状の「マリモ」は、生物学的には「マリモの集合体」である。多くの生息地では、マリモは糸状体の形態で暮らし、球状の集合体を作らない。見た目は柔らかそうであるが実際には硬い藻であり、手で触れるとチクチクとした感触がある。
北海道のアイヌはマリモの存在は知っていたが、食料になるわけでもなく、湖にたくさん生息しており、湖面に漂ったり、時化の後に湖岸に大量に打ち上げられたりして、珍しいものでもなんでもなかった。アイヌ語で「トラサンペ（湖の化け物）」と呼んだりもしたという。
1753年にカール・フォン・リンネがスウェーデンのダンネモーラ湖からマリモを採取して学名をつけた。1897年に札幌農学校（現・北海道大学）の川上瀧彌が阿寒湖の尻駒別湾で発見し、その形から「マリモ（毬藻）」という和名をつけた。
日本ではマリモのほかに、富山県の「タテヤママリモ」および本栖湖（他に川崎市での発見例有り）に生息すると考えられている「モトスマリモ」の3種が確認されている。

## 分布
日本では、北海道および東北地方から近畿地方の湖沼に点在して分布し、日本国外では、ヨーロッパ北部、ロシア、北アメリカ等に分布する。

### 日本国内
日本ではマリモの生育が確認されている湖沼は以下の通りである。
- 北海道：釧路市旧阿寒町阿寒湖、釧路湿原内の中小湖沼（シラルトロ湖・塘路湖・達古武沼）、チミケップ湖
- 青森県：左京沼、田面木沼、市柳沼、姉沼、内沼、小川原湖
- 富山県：タテヤママリモ
- 山梨県：富士五湖[2]（山中湖、河口湖、西湖、精進湖、本栖湖）。いずれもフジマリモとされていた個体群。
- 滋賀県：琵琶湖

このうちマリモが大きな球状の集合体を形成するのは阿寒湖と小川原湖だけである。また、富山県で発見されたタテヤママリモは、かつてはマリモと同一種とされ、誰かの放流説などが疑われていたが、DNA分析の結果、違う種であることが確認された。全国各地に散発的に分布している。
かつて日本領だった南樺太の頭場（トウバ）湖にはカラフトマリモとされていた個体群が生息しており、天然記念物に指定されていた。

#### 阿寒湖のマリモ
阿寒湖のマリモ群生地は北部のキネタンベ湾とチュウルイ湾にあり、チュウルイ島にはマリモ展示観察センターが置かれている。西部のシュリコマベツ湾ではかつてあった群生地が森林伐採による土砂流入などで1940年代初めに消滅しており、環境省阿寒摩周国立公園管理事務所などが人工栽培による復活を試みている。近隣6市町が阿寒湖沼群・マリモ研究室を設けており、同室の推計によると直径15 cmを超える集合体は20万個程度ある。最大30 cm程度と大きく、ビロード状の球状形態や希少性から1952年に国の特別天然記念物に指定された。阿寒湖のマリモが天然記念物に指定された3月29日は「マリモの日」とされている。
近年各地で個体数が減少しており、種として環境省のレッドリストで絶滅危惧種として掲載されている。阿寒湖のマリモは直径30 cm程度まで生長するが、太陽光の届かない中心部は糸状体が枯れて空洞になっているため、大きさを支えきれずに壊れてしまう。だがその後は小さいマリモとなり、再び成長を続けていく。国立遺伝学研究所は、阿寒湖のマリモのうち20 cm程度以上より大きく育つものは住み着いているシアノバクテリアが分泌する粘着物質が支えになっているとの調査結果を公表している。さらに湖に吹き込む風が起こす波で集合体が回転することもわかっており、周辺地形も影響している。マリモの集合体は群生することで競合する水草の繁茂を防いでおり、激減すると減少が加速しやすい。
阿寒湖のマリモは、川上の「発見」以来、観賞用に人気が高まり、東京へも送り出された。乱獲が憂慮され1921年に天然記念物となったが、太平洋戦争直後にかけて土産物として売られることが続いた。さらに阿寒湖から流れ出す阿寒川での水力発電のため湖水面が低下して、1950年にマリモ大量死が起きた。北大の舘脇操らが観賞用に移出されたマリモの返還呼びかけなど保護運動を呼びかけ、同年にマリモ愛護会（後の特別天然記念物「阿寒湖のマリモ」保護会）を結成。50個近くが戻り、10月7-8日に開かれた第1回まりも祭りでは、アイヌ長老らが丸木舟でマリモを湖底に戻した。1952年にマリモは特別天然記念物に格上げされた。マリモ返還運動はさらに高まって1955年には3500個に増え、1960年には戻ってくるマリモはほぼなくなったが、祭りは大自然に感謝する行事として続いた。その後、保護機運の高まりや監視活動もあって阿寒湖マリモの違法採取は減り、販売されるマリモはシラルトロ湖産の浮遊型を丸く加工したもの、それが枯渇するとロシア・東欧産へと移った（後述）。

### 日本国外
日本国外では、アイスランドのミーヴァトン湖やエストニアのオイツ湖などで球状の集合体が確認され、ヨーロッパ北部の諸国やロシア、北アメリカなど北半球に広く分布している種であることが近年分かってきた。2011年12月、釧路市教育委員会マリモ研究室の研究によって、北半球のマリモの全てが日本の湖のマリモを起源とする可能性が高いことが判明した。渡り鳥などが食べて、他の地域へと運んだ可能性が高いという。阿寒湖はマリモが現存する国内の湖の中で形成時期が最も古いが、長い歴史の中で消滅した湖もあり、国内のどこの湖が起源かを特定するのは困難とのことである。水質汚染などから2010年代に入り世界最大の生息地ミーヴァトン湖では球状マリモが壊滅的な被害を受け、2014年時点、世界で阿寒湖北側チュウルイ湾が唯一の球状マリモの群生地となっている。

## 生態
マリモは基本的に淡水で生きるが、海水と淡水の混ざった汽水域でも生育が確認されている。
阿寒湖のマリモは8月中旬から9月上旬にかけて遊走子（胞子）を放出するが、その割合はかなり低く、栄養繁殖により球状を形成・維持する傾向がある。
淡水産藻類としては耐冷性と耐暗性も非常に強く、淡水と共に凍結した場合、-20°Cで一日程度の凍結であれば耐えることができ、阿寒湖は真冬になると完全に結氷し、60 cmの厚さにもなる氷の下にマリモは閉じ込められるので、冷蔵庫で凍結させず数か月保管しても死滅はしない。しかし暑さに非常に弱く、35℃が限界である。そのため、販売されているマリモを購入した場合、夏場の対策として冷蔵庫での保管が良いと考えられる。
マリモは一般的に水に浮かないものといわれているが、水に浮かんだ個体が阿寒湖で発見された（2005年）。マリモは光合成により気泡（酸素）を発生するため、販売されるマリモでも光合成が活発なときにまれに浮くときがある。
水質の悪化に弱いことが生息数の減少を引き起こしているとされている。特にカチオン系界面活性剤に弱い。乾燥にも弱く強風や遊覧船の波浪により打ち上げられると容易に枯死する。泥に埋もれたり、シオグサに覆われたりするなどして光合成が阻害されても枯死するが、波浪による回転によってそれらを表面から落としている。この回転運動によって他のマリモの下に隠されたマリモが表に出ることがあり、これによって群生地全体の各個体が光合成を行えている。
阿寒湖のマリモは波浪により揺すられ球状になる。30 cmほどのサイズまで生長するとより波の影響を受けやすくなり、嵐などによる強風によって湖岸に打ち上げられる。従来、打ち上げられることはマリモの生長にマイナスだと考えられていたが、打ち上げられたマリモはバラバラになり、その破片をもとにまた球状マリモへと生長することが分かった。打ち上げられること自体はマリモにとって数を増やすために必要なことであった。

## 分類
記載当初マリモ属 Aegagropilaに分類されたが、その後シオグサ属Cladophoraに分類される。1990年代以降、分子生物学的なアプローチによりシオグサ属とは異なることが分かり、再びマリモ属に戻った。
チシママリモ、フトヒメマリモ、カラフトマリモ、トロマリモ、フジマリモ等の近縁種があるとされていたが、これも分子生物学的な手法を用い解析した結果、全てマリモと同じ種であることが確認された。近縁種に富山県で発見され、北海道から九州まで日本全国で確認されているタテヤママリモという種がある。

## 販売
阿寒湖のマリモが見出されてから間もない1912年（大正元年）には、水盤やガラス容器に入れられ床飾りとして人気を博したことが伝えられている。
観光地などで「養殖マリモ」の名で販売されているものは、地元漁協が釧路湿原国立公園内のシラルトロ湖で採取したマリモ糸状体を人工的に丸めただけのものであり、実際には「養殖」して増やしたものではない。材料を採取しているシラルトロ湖ではこのマリモの販売のため、マリモが減少し、絶滅の危機に瀕している。販売されているマリモは天然のマリモに比べて形が壊れやすいといわれている。一方で、札幌で土産物産や養殖マリモの製造・販売を行っているマルシャンは「マリモの枯渇を予測し、10数年に渡る研究の結果養殖に成功した」とし、この養殖されたマリモは商品化できるようになったと企業サイト内で述べている。
富士五湖周辺で「富士まりも」などの商品名で販売されている養殖マリモも、実際には上記のシラルトロ湖のマリモを丸めたものであり、富士五湖に生息する「フジマリモ」ではない。「天然まりも」と称している商品は当然阿寒湖のマリモではなく、ロシアなど海外から輸入されたものである。

## 保護上の位置づけ
- 絶滅危惧IB類 (EN)（環境省レッドリスト）
- 特別天然記念物 - 阿寒湖のマリモ（1921年3月3日天然記念物指定、1952年3月29日特別天然記念物に指定変更）

## マリモと歌謡曲
- 『毬藻の歌』…阿寒湖のマリモを題材にした歌謡曲（作詞：いわせひろし、作曲：八洲秀章）。安藤まり子が1953年に発表し、大ヒットした。これは元々、コロムビアの全国歌謡コンクールの課題曲歌詞募集の入選作であった。この歌は阿寒湖のマリモを存在を全国に知らしめるのに貢献した。阿寒湖畔（ボッケ遊歩道）に歌碑が建てられている。その後、芹洋子、九条万里子、水森かおりらがカバーして発表している。その際、題名を漢字の「毬藻」をカタカナに改め、『マリモの歌』としている。
- 『マリモの湖』松原健之
- 『まりもっこりコール』CORICORI
- 『こりこりまりもっこり』CORICORI
- 『marimo.』pupa
- 『MARIMO』Rihwa